# 바실련
바른가정경제실천을 위한 시민연대(바실련, Citizen's coalition for respectable household economy).2008년 11월 7일 "서민가정경제를 위협하는 유사수신 금융사기 범죄 및 다양한 민생침해범죄 예방을 통한 바른 가정경제에 이바지함" 을 목표로 창립되었다. '바실련'은 사회의 올바른 경제질서 확립과 발전에 기여함을 목적으로 서민 민생안정에 기초한 공정한 사회, 합리적이고 투명한 사회의 정착을 실현하고자 한다.

## 주요 활동
바실련(대표:김상전)은 8조 원대 조희팔 기업형 의료기 역렌털 계약사기사건의 피해자들이 피해구제를 이루고자 자생된 비정부 시민연대(NGO)로 비영리 공익사단법인과 조합설립을 추진중이다. 바실련은 조희팔 사건외에도 교수공제회 사건 등 국내 반향이 컸던 금융사기사건의 피해자들을 법률적으로 지원해 오며  2014년 2월 8일 서민을 대상으로 한 금융범죄 형사 피해자들을 돕기 위한 "바실련 사기피해 상담센터"를 개소하고 활동중이다. 법의 사각지대에서 점점 지능화되어가는 유사수신 금융사기와 다양한 민생침해범죄 근절을 위한 정책대안을 개발 및 연구하며, 경제사범과 관련된 정부와 사회의 대처관련 개선을 촉구 및 홍보 활동중이다. 바실련은 경제사범들에 대한 법적 처벌이 관대하여 서민들을 위협하는 사기범죄가 증가하는 원인으로 보고 형사처벌의 강화를 홍보하고 있다. 사기범죄 피해자들을 위한 심리 치료를 전문으로 하는 클리닉센터를 설립하여 전문 치료과정으로 미술치료, 음악치료, 연극치료 등의 다양한 프로그램 연계운영을 준비하고 있다. 서울본사, 부산지사 상담센터와 온라인 상담 접수처를 운영하며 범죄피해자 지원프로그램을 운영중이다.
- 조희팔 기업형 의료기 역렌털 계약사기사건 진상규명과 피해회복을 위한 활동
- 교수공제회 사건 등 유사수신 범죄 피해자를 위한 피해회복 프로그램 전수 및 정책자문
- 유사수신 범죄 피해예방 및 피해자 구제를 위한 사기피해 상담센터 운영
- 유사수신행위 실태파악 및 사건관련 사법당국과의 유기적 공조체계
- 지능화되어가는 유사수신행위 근절을 위한 정책 대안 개발 및 연구
- 피해가정을 위한 봉사활동과 물질적 지원프로그램 운영(아나바다 운동)
- 서민경제분야 전문지 인터넷신문 crey.tv와 MOU 체결을 통한 언론 홍보/계도 활동

## 설립 배경
2008년 11월 초 대한민국 10대 뉴스에 기록될 만큼 엄청난 사회적 파장과 고통을 안겨준 조희팔 기업형 사기 집단의 반인륜적인 8조 원대 의료기역렌털 유사수신 금융사기 사건으로 전국 수만의 피해자가 생겨났다.
서민들의 노후자금 또는 결혼자금 등을 노린 유사수신 사기범들은 40대에서 60대에 이르는 서민경제의 주축인 주부들을 주 범행 대상으로 하였다.
11,100여 명의 유사수신 금융사기 사건의 직접적인 피해자들과 그 가족들이 함께 모여 바른가정경제실천을 위한 시민연대를 구성하였다. 현재는 수사기관 관련 인사, 언론관련 인사 등 사회 각계각층의 인사들이 시민연대의 활동에 참여하고 있다.

## 조 직
바실련은 서울본사와 부산지사를 중심으로 사기피해 상담센터, 크레이닷티비 주식회사, 부속실, TF 팀(법인설립, 방송국 개국, 형사피해자 전문 클리닉 센터)을 두고 있으며, 8개 팀(관리팀, 기획팀, 매체팀, 법무팀, 운영팀, 지원팀, 행정팀, 교공팀)을 운영하고 있다.

## 연 혁
- 2008년 11월 7일 창립
- 2008년 11월 27일 OBS 경인방송 시사인사이드 30회 서민들의 피눈물 4조원, 신종 금융다단계 사기사건 제작협력[9]
- 2008년 12월 1일 피해자 가족돕기 운영회 구성 - 아나바다 운동 공식 출범
- 2009년 2월 28일 SBS 그것이 알고 싶다. 706회 4조 원대 다단계-조희팔의 사기수법을 해부한다.
- 2009년 3월 2일 바른가정경제실천을 위한 시민연대 명칭 확정
- 2009년 9월 9일 크레이닷티비 허가/등록
- 2010년 5월 3일 유사수신 근절 공익 캠페인, 내일신문 피해자 규합 홍보글 게재
- 2010년 6월 17일 일산내일신문 피해자 규합 홍보글 게재
- 2010년 7월 31일 구미내일신문 피해자 규합 홍보글 게재
- 2011년 3월 17일 ~ 6월 17일 소셜 네트워크 활용 각종 온라인 모임 및 사기피해 신고방 운영
- 2011년 4월 11일 주간조선 2151호 ‘왕회장’ 조희팔 안 잡나 못 잡나? 제작협력[10]
- 2011년 6월 24일 바실련, 아름다운가게에 마음을 전하다.(아나바다 행사 후 남은 물품 166점 기증)
- 2011년 8월 1일 다음카페 조희팔 계약사기사건 진상규명위원회 구성
- 2011년 11월 10일 바실련 제 2차 아름다운가게 기증행사 개최(총 234점 기증)
- 2011년 11월 29일 ~ 12월 10일 바실련 대표 전국 회원 1:1 상담을 위한 투어실시
- 2012년 2월 24일 ~ 27일 바실련 주관, 소셜네트워크 토론회 개최
- 2012년 2월 14일 중국 현지서 조희팔 계약사기사건 핵심 공범 검거 연합뉴스 기사송고
- 2012년 5월 11일 바실련, 제 3차 아름다운가게 이웃돕기 1000여점 물품기증(아름다운가게 개봉점 감사패 수여)
- 2012년 11월 20일 KBS 시사기획창 '조희팔은 살아있다.' 기획 및 촬영 협조[11]
- 2013년 4월 6일 TV조선 박근형의 추적자 '8조원 사기꾼 조희팔의 사망 미스터리' 기획 및 촬영 협조[12]
- 2014년 2월 8일 서울본사, '바실련 사기피해 상담센터' 현판식[13]
- 2014년 2월 18일 부산지사, '바실련 사기피해 상담센터' 현판식
- 2014년 2월 28일 전 부장검사 김광준 관련 대법원 진정서 제출[14]
- 2014년 3월 8일 바실련 서울본사 제 513차 조희팔 사기사건 피해자 모임 개최[15]
- 2014년 10월 4일 KBS 추적60분-유사수신 사건의 실태와 원인, 대책에 관한 바실련 대표 인터뷰[16]
- 2014년 11월 8일 조희팔 사건과 관련한 의혹, 현황, 그리고 이를 해결하고 진실규명을 촉구하는 중앙일보 기획기사 협조 및 자료제공[17]
- 2014년 11월 26일 대구지법에 구속 수감중인 조희팔 채권단 대표진에 대해 엄벌을 촉구하는 진정서 제출[18]
- 2014년 11월 24일 한국인터넷신문방송기자협회 주최, 대한민국 국회/(사)한국언론사협회/(사)한국소셜네트워크협회/국제언론인클럽 후원하는 대한민국 공정사회 발전대상, 한국인터넷신문방송 기자대상 단체대상 바실련, 기자대상 전세훈 기자 수상[19]